# Sławomir Rogucki
Sławomir Rogucki (* 18. Juli 1965 in Chełm) ist ein polnischer Politiker (Solidarność, BBWR) und Historiker. Er gehörte von 1991 bis 1993 dem Sejm in der I. Wahlperiode an.

## Leben und Beruf
Rogucki absolvierte das Studium der neueren Geschichte an der Katholischen Universität Lublin. Seine 1989 angefertigte Magisterarbeit mit dem Titel „Chrześcijańska Demokracja i Narodowa Partia Robotnicza w województwie lubelskim w latach 1918-1939“ wurde von Ryszard Bender betreut. Er ist Direktor der II. Oberschule sowie Mitglied des Aufsichtsrates der MPRD in Chełm. 1999 wurde er Lehrer für Geschichte und Sozialkunde in Chełm.

## Politik
Sławomir Rogucki wurde bei der ersten vollständig freien Parlamentswahl 1991 auf der Liste des Wahlkomitees der Solidarność in den Sejm gewählt. Er lehnte das von der Solidarność eingebrachte Misstrauensvotum gegen die Regierung von Hanna Suchocka ab und kandidierte bei der Parlamentswahl 1993 auf der Liste des Bezpartyjny Blok Wspierania Reform (BBWR). Obwohl dieser mit 5,4 % der Stimmen die Sperrklausel überwand, erhielt Rogucki kein neues Mandat, da der BBWR im Wahlkreis Chełm kein Mandat erhielt.